# Hanazono (Wakayama)
Hanazono (花園村, Hanazono-mura) was  een  dorp in het District Ito van de Japanse prefectuur Wakayama.
In 2003 had het dorp 573 inwoners  een bevolkingsdichtheid  van 12,08 inw./km². De oppervlakte van de gemeente bedroeg 47,44 km².  
Op 1 oktober 2005 hield het dorp op te bestaan als zelfstandige entiteit toen het werd aangehecht bij de gemeente Katsuragi.